# Triphora cerea
Triphora cerea is een slakkensoort uit de familie van de Triphoridae. De wetenschappelijke naam van de soort is voor het eerst geldig gepubliceerd in 1906 door E. A. Smith.